# Rodica Boancă
Rodica Boancă (n. 22 decembrie 1981, Slobozia, Ialomița, România) este un senator român, ales în 2020 din partea AUR. 
Rodica Boancă este membră a grupului parlamentar de prietenie cu Malaezia, fiind secretar. De asemenea, ea ocupă funcția de vice-președinte al grupului parlamentar AUR în Senat.